# Ctenomys colburni
Туко-туко Колбурна (Ctenomys colburni) — вид гризунів родини тукотукових, який зустрічається в Аргентині, на крайньому заході  провінції Санта-Крус у патагонських степах.

## Етимологія
Вид названий на честь Колбурна (Colburn E. A., 1842-1935),який разом з Джоелем Асафом Аленом (Allen Joel Asaph, 1838-1921) описав цей вид.